# مارک فورست
مارک فورست (انگلیسی: Mark Forest؛ زادهٔ ۶ ژانویهٔ ۱۹۳۳ – درگذشتهٔ ٧ ژانویهٔ ٢٠٢٢) هنرپیشه اهل ایالات متحده آمریکا بود.